# إبيداوروس
إبيداوروس (Επίδαυρος) هي مدينة في أرغوليس في مقاطعة كينتريكي إلادا في اليونان. يبلغ عدد سكانها حوالي 1769 نسمة. موقع عدة آثار قديمة بما فيها مسرح خارجي شهير. تم بناء هذا المسرح في القرن الثالث قبل الميلاد. وهو أكثر مسرح مُصان من بين المسارح اليونانية الأخرى، ويتسع لأكثر من 12,000 شخص، ويتمتع بسمعة وشهرة، ويزوره في الصيف العديد من السياح لمشاهدة مسرحيات إغريقية قديمة تؤدَّى باللغة اليونانية الحديثة. ويوجد قرب هذا المسرح آثار معبد قديم يخلد أسكليبيوس ـ إله الشفاء المزعوم عند الإغريق ـ وقد بني هذا المعبد في القرن الرابع قبل الميلاد.
كان يحضر إلى هذا المعبد العديد من المرضى على أمل أن يقوم أسكليبيوس بشفائهم أثناء نومهم في نُزل مجاور. وتقع الآثار على الشاطئ الشرقي لبيلوبونيز، وهي شبه جزيرة في جنوب اليونان، قرب قرية للصيد تُسمى أبيداوروس على بعد 64كم جنوب غرب أثينا.

## معرض صور

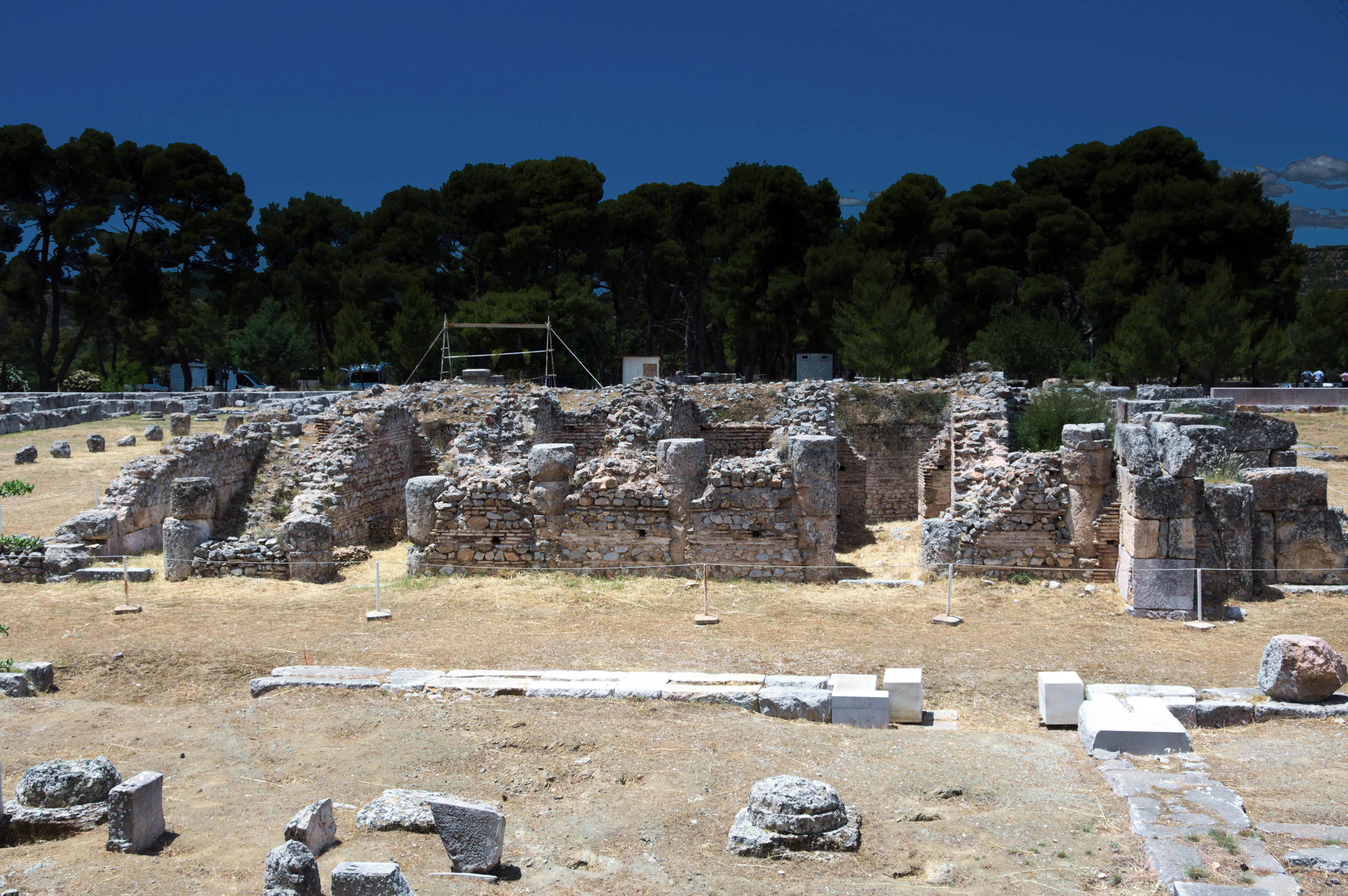
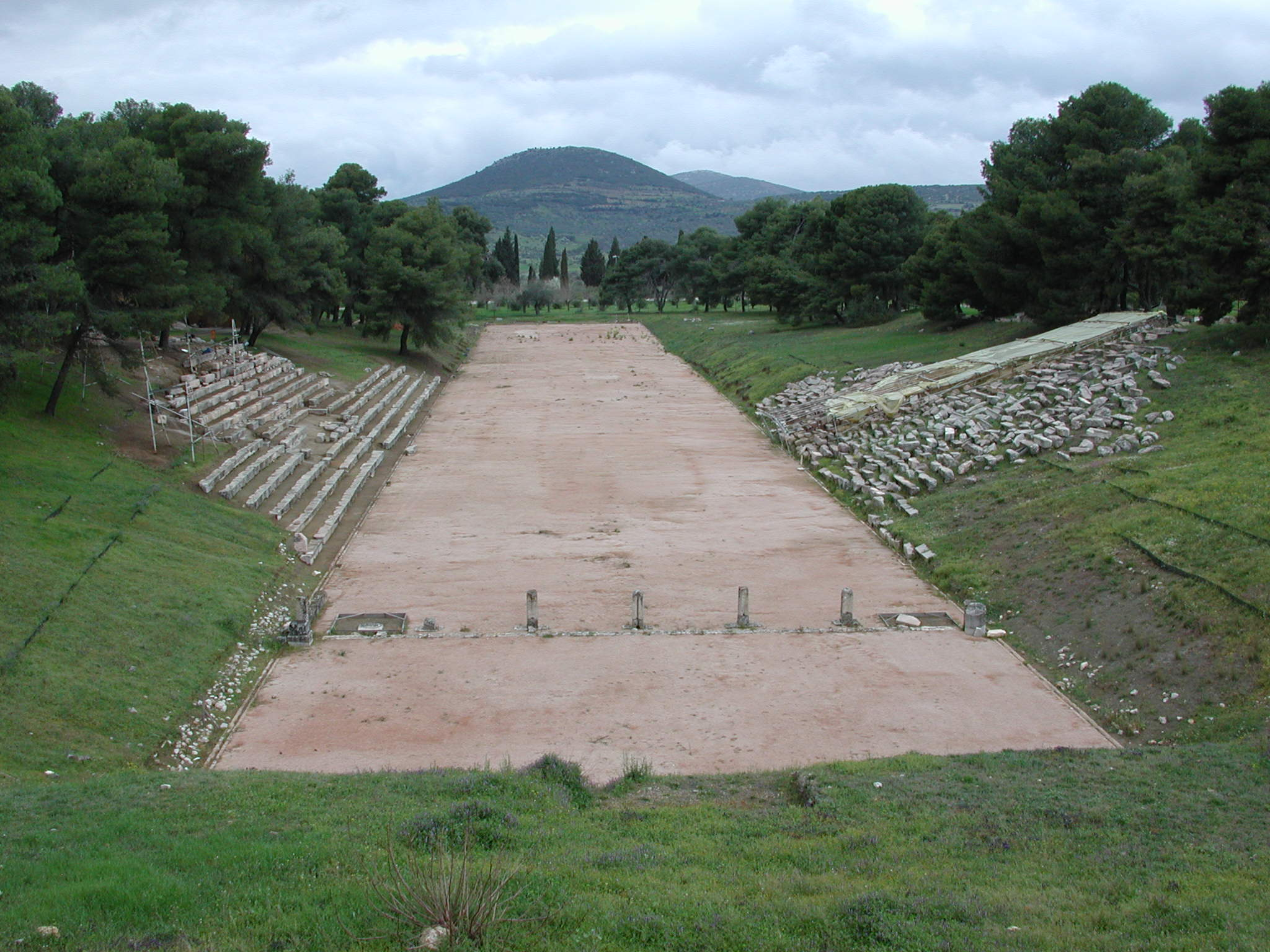
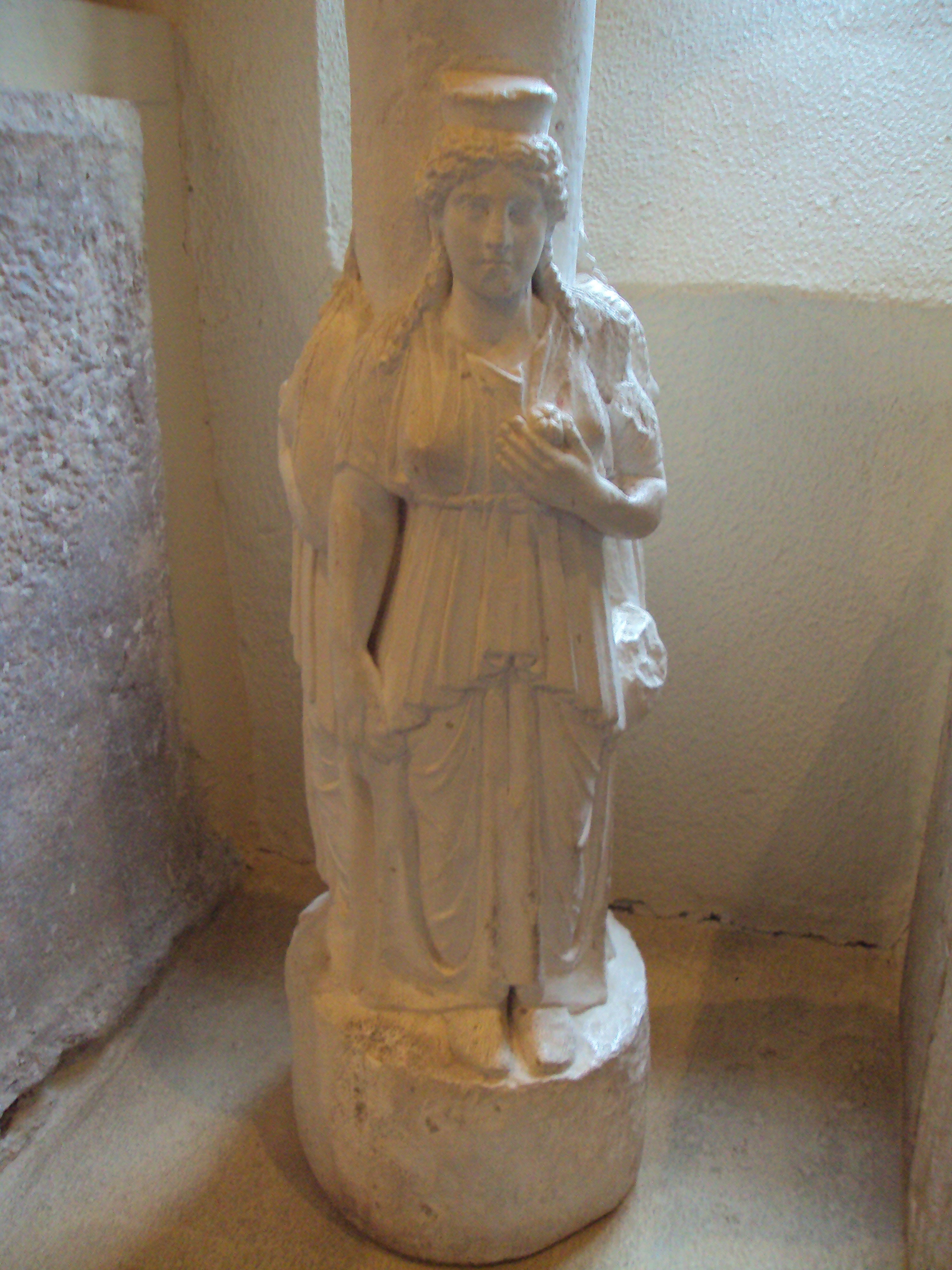
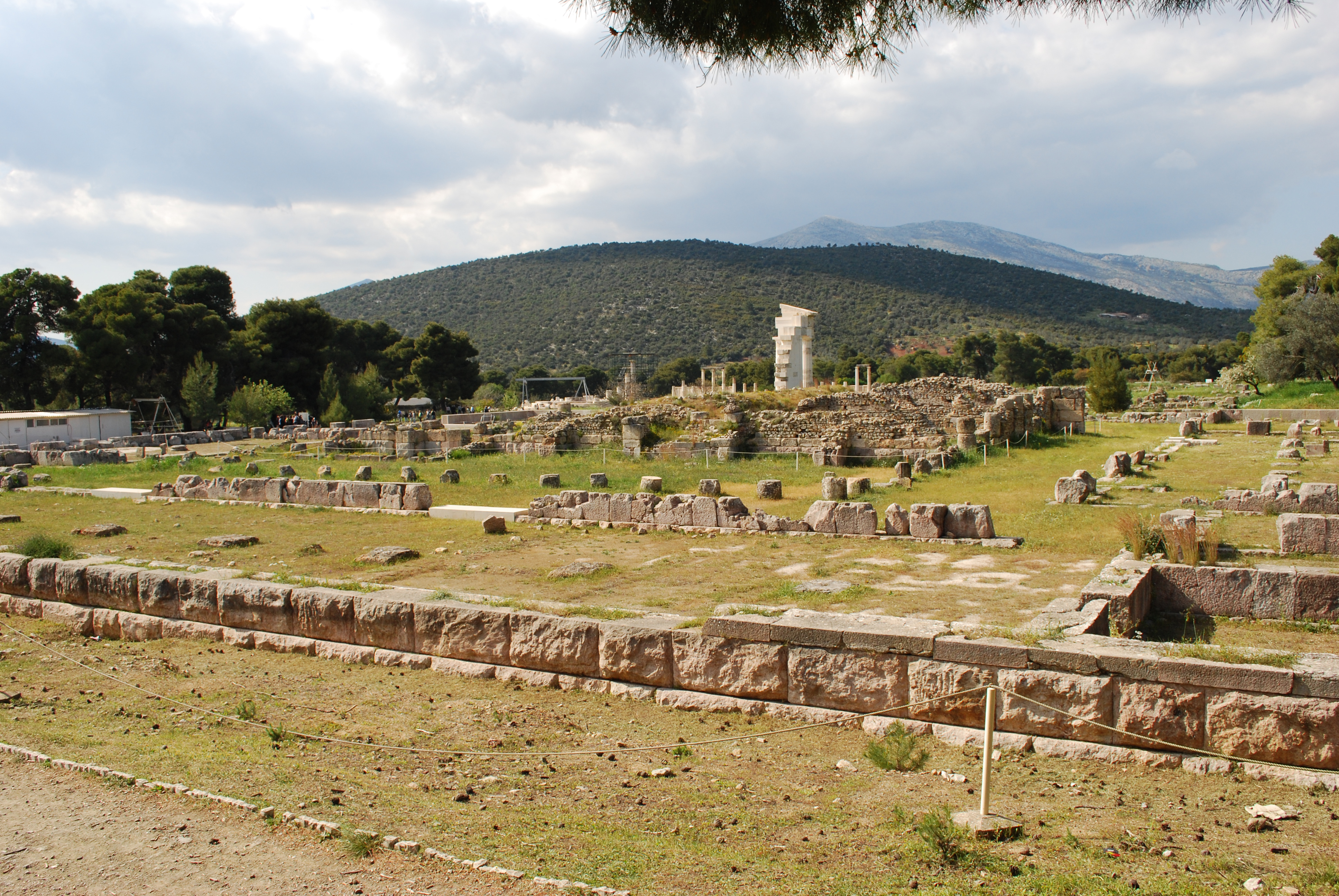
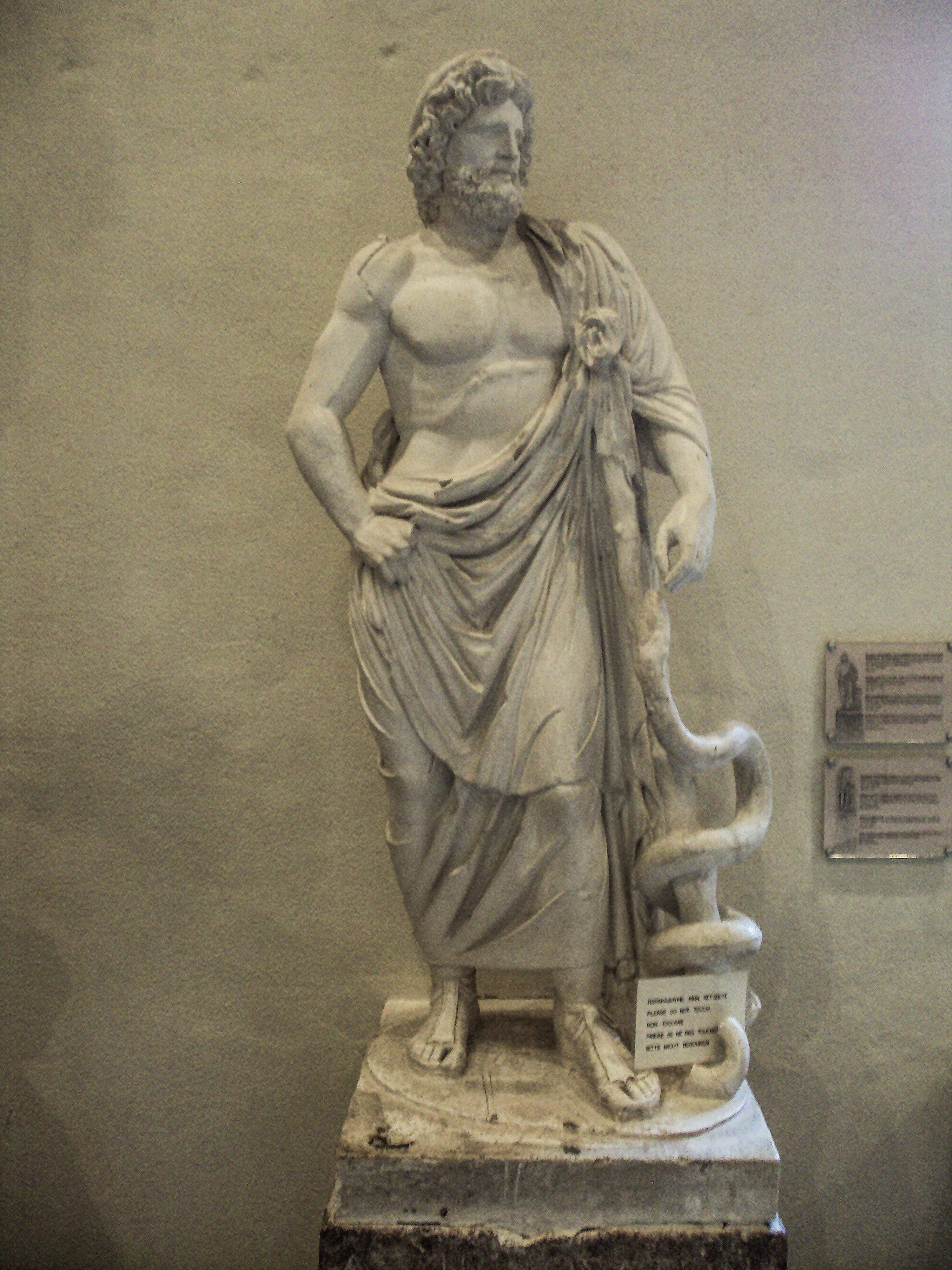
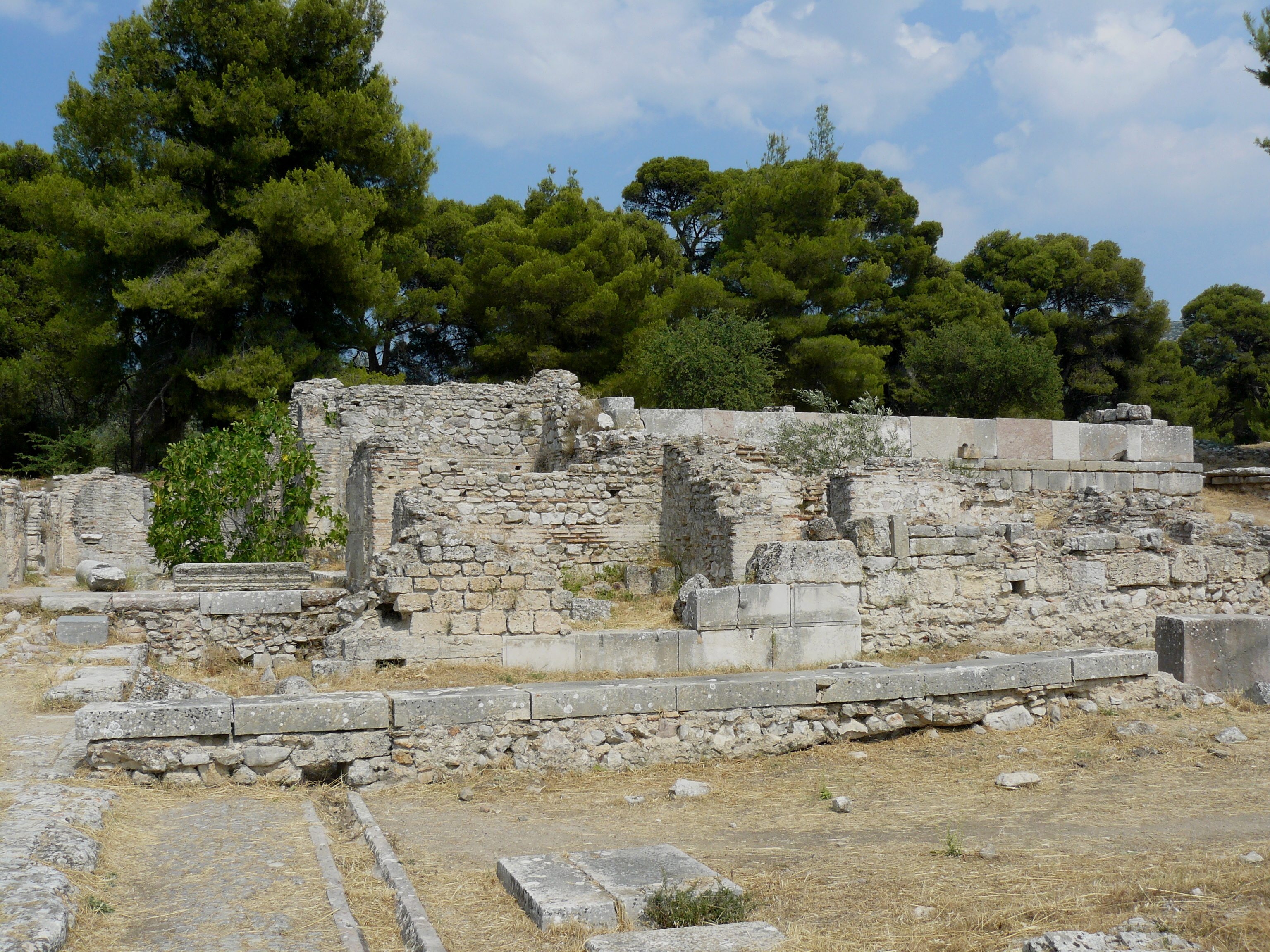